# La mariposa que voló sobre el mar
La mariposa que voló sobre el mar es una película española de drama estrenada en 1948, coescrita y dirigida por Antonio de Obregón.
La película está basada en la obra de teatro homónima de Jacinto Benavente publicada en 1926.

## Sinopsis
La película narra el suicidio, en el yate de un multimillonario, de Gilberta, una mujer aparentemente frívola y mundana que, sin embargo, no ha encontrado otro camino que su muerte para revelar su verdadera personalidad.

## Reparto
- Manuel Arbó
- Osvaldo Genazzani
- Guillermina Green
- Luis Hurtado
- Mari Paz Molinero
- Niní Montiam
- Jacinto San Emeterio
- Vicente Vega
- Francisco Alonso